# Harrison Turner
Harrison Turner (4 de febrero de 2004) es un deportista australiano que compite en natación, especialista en los estilos libre y mariposa.
Ganó una medalla de bronce en el Campeonato Mundial de Natación de 2025 y una medalla de plata en el Campeonato Mundial de Natación en Piscina Corta de 2024.

## Palmarés internacional
| Campeonato Mundial                  | Campeonato Mundial  | Campeonato Mundial | Campeonato Mundial |
| Año                                 | Lugar               | Medalla            | Prueba             |
| ----------------------------------- | ------------------- | ------------------ | ------------------ |
| 2025                                | Singapur (Singapur) | Medalla de bronce  | 200 m mariposa     |
| Campeonato Mundial en Piscina Corta |                     |                    |                    |
| Año                                 | Lugar               | Medalla            | Prueba             |
| 2024                                | Budapest (Hungría)  | Medalla de plata   | 4 × 200 m libre    |